# Leilão (canção de Dominó)
"Leilão" é uma canção do grupo de música pop brasileiro Dominó, incluída em seu álbum autointitulado de 1990. Trata-se do segundo e último single do álbum mencionado, bem como o último a ser lançado pela formação do trio composto por: Afonso Nigro, Marcelo Rodrigues e Marcos Quintela.
A composição é de Mariano Pérez, Edgard Poças que já haviam trabalhado com os cantores previamente. Segundo o jornalista Edgard Augusto, do Diário do Pará, a letra da música apregoa a falta de romantismo no mundo moderno.
Enquanto promoviam o álbum de 1990, no programa Mulheres, da TV Gazeta, o trio revelou a apresentadora Ione Borges que estavam decidindo com a gravadora Discos CBS qual seria o segundo single a ser lançado do álbum, após "Maria", do mesmo ano. Segundo Afonso Nigro, eles estavam escolhendo entre duas faixas: "Leilão" e "Felicidade Já". Por fim, "Leilão" acabou sendo a escolhida.
Como forma de divulgação, o grupo se apresentou em um número substancial de programas nos quais performaram a canção, tais como: Xou da Xuxa (da TV Globo), Viva a Noite (do SBT) e Milk Shake (da Rede Manchete). Ao mesmo tempo, "Leilão" era uma das músicas cantadas na turnê promocional que ocorreu entre 1990 e 1991.

## Lista de faixas
- Créditos adaptados do single de "Leilão", de 1990.[3]

### Single 12"
Lado A
| N.º | Título   | Compositor(es)              | Duração |  |
| 1.  | "Leilão" | Mariano Pérez, Edgard Poças |         |  |

Lado B
| N.º | Título   | Compositor(es)     | Duração |  |
| 1.  | "Leilão" | M. Pérez, E. Poças |         |  |